# 丰田iQ
丰田iQ是一款横置引擎前置前驱都市車，该车型只有一代，在日本销售时间是2008–2016; 欧洲2008–2015; 北美以赛扬（Scion）牌销售于2012–2015。
另有只对欧洲销售的贴牌车阿斯顿马丁小天鹅 (2009–2013).
iQ由法国尼斯的丰田欧洲设计研发中心设计，遵循车身最小化、车内空间最大化理念。该设计可容纳三名乘客—在非常狭窄的条件下，还可临时容纳第四名乘客。
继在2007法兰克福车展上展出的概念车之后,在2008年3月的日内瓦车展上，量产版iQ首次亮相。2008年11月开始在日本销售，2009年1月开始在欧洲销售。
2008年，iQ被评为日本年度最佳汽车。名字iQ，是智商一词的首字母缩略语，让人联想到竞争对手Smart Fortwo。
字母 "iQ "还代表着 "个性"、"创新"、"品质"，这是对其 "立方体"（cube）的暗示，也是对车主拥抱新型车辆和生活方式的提示。
2015年12月，丰田决定停产，2016年4月4日库存清空，iQ正式退出市售。

## Scion iQ
在美国和加拿大，iQ以Scion的牌子销售，即丰田在该市场的小型车品牌。
该车于2012年推出，并于2015年与丰田iQ一起停产。

## 概览

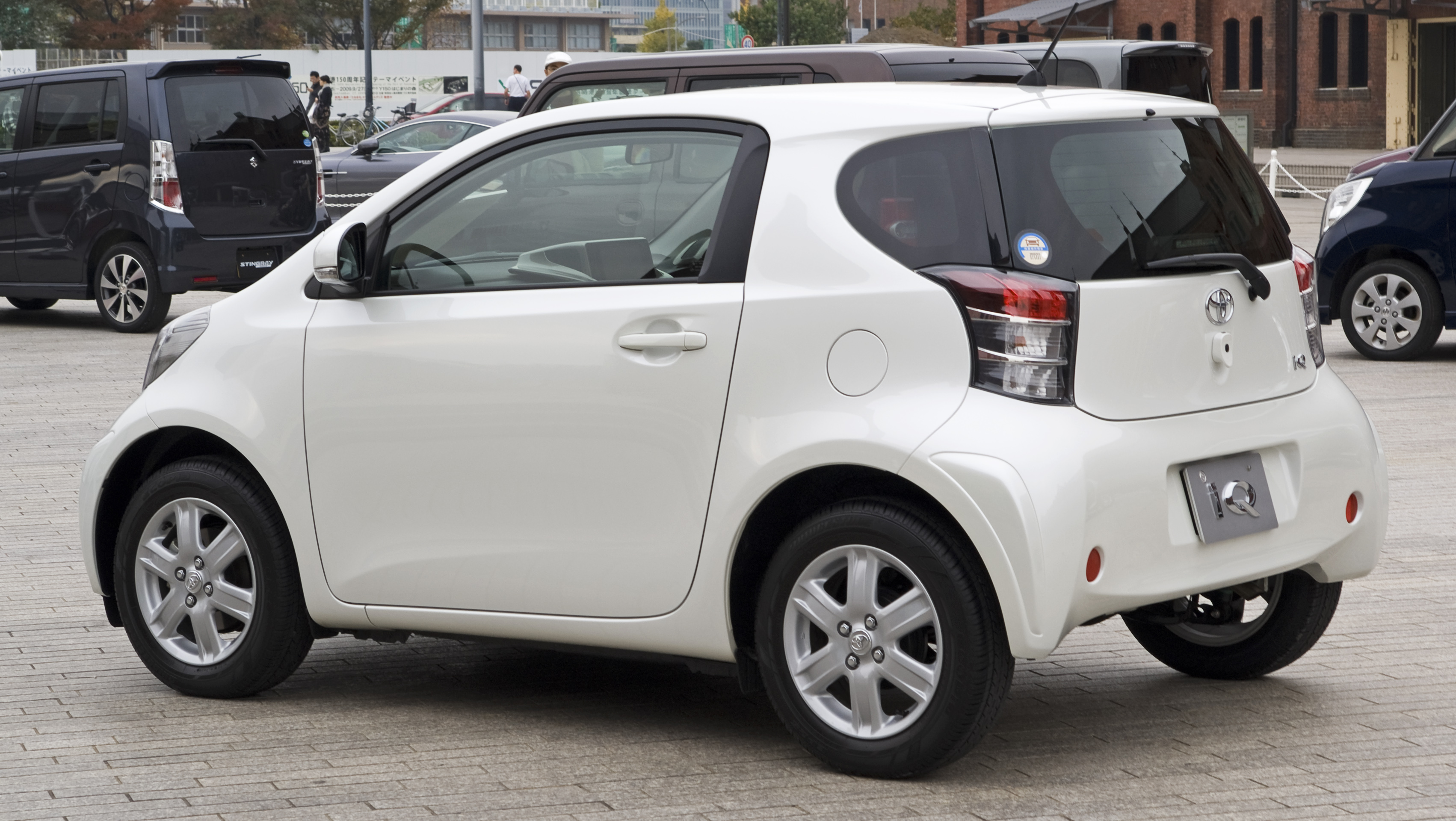
Toyota iQ (Japan)

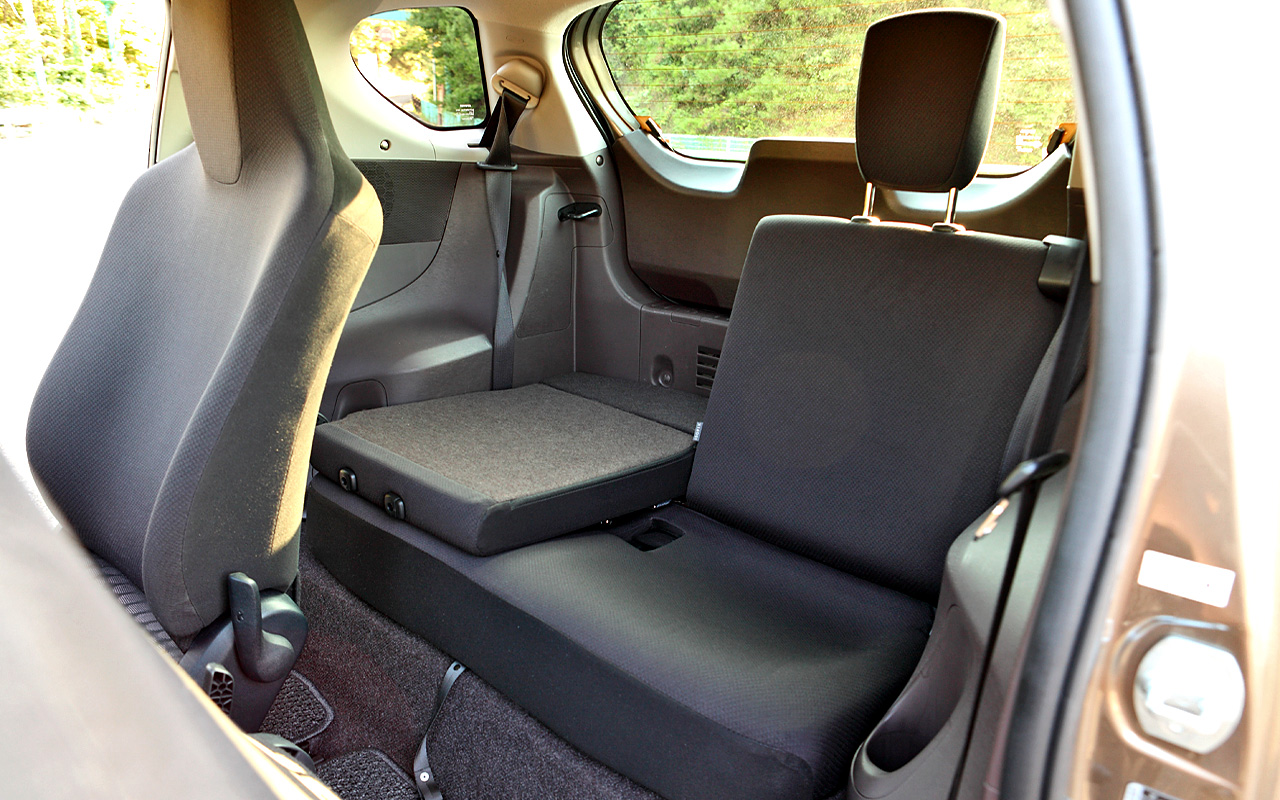
Rear interior

IQ的设计强调低油耗、操控、环保性和最大化的内部空间。6个设计因素促成了IQ的最小悬垂、前挡风玻璃位置、最大化的驾驶室空间和整体紧凑性。
- 新开发的差速器比通常的差速器安装得更靠前。
- 一个中央起飞转向装置
- 位于机舱地板下的平坦油箱。
- 后角式减震器，减少对后排乘客空间的侵蚀。
- 一个较小的加热器/空调装置集中安装在非对称仪表板后面。
- 纤细的座椅设计。

iQ的特点是变速器差速器外壳位于发动机前方而非后方；启动电机与发动机飞轮融为一体；高位转向架和紧凑的高位空调装置位于仪表板中央区域后方。
这种布置使前排乘客坐在驾驶员的前方，使后排乘客的腿部空间增大。油箱使用超扁平设计位于地台下减少了占用后悬空间。
由于其整体宽度和发动机排量，iQ在国内市场被归类为超小型车，但其长度符合Kei-车。
iQ的欧洲销量在2009年达到顶峰，为44282辆，之后逐渐减少到2015年的不足千辆。在欧洲，iQ的售价约为10000英镑，比较大的丰田Aygo还要高。
Scion iQ电动车（日本为丰田eQ）限量生产100辆，用于日本的特殊车队和美国的汽车共享示范项目。

2013年3月开始在美国交付全电动汽车版本，续航里程为80km。

## AJ10 (KGJ10/NGJ10/NUJ10; 2008–2015)

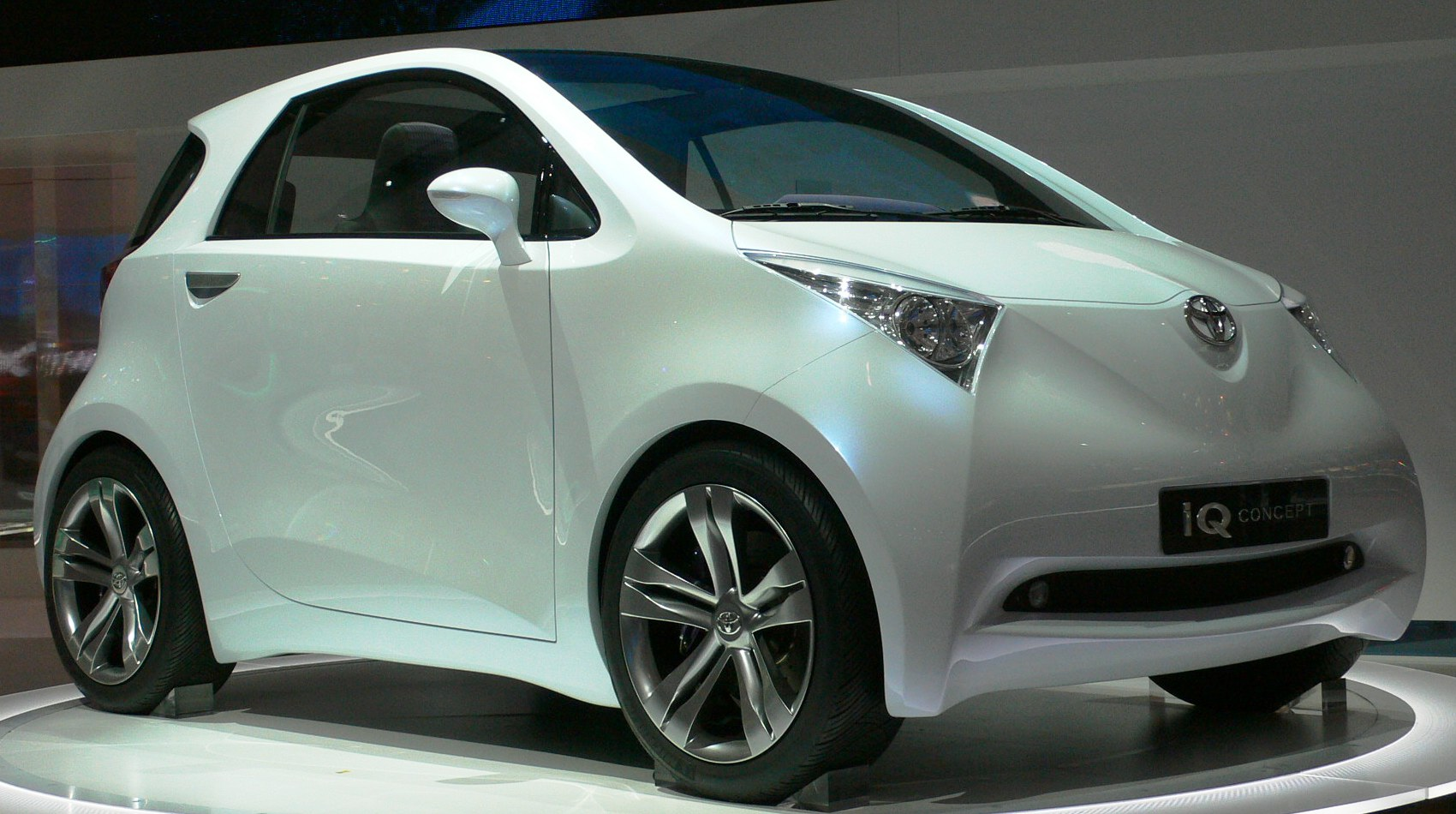
iQ Concept

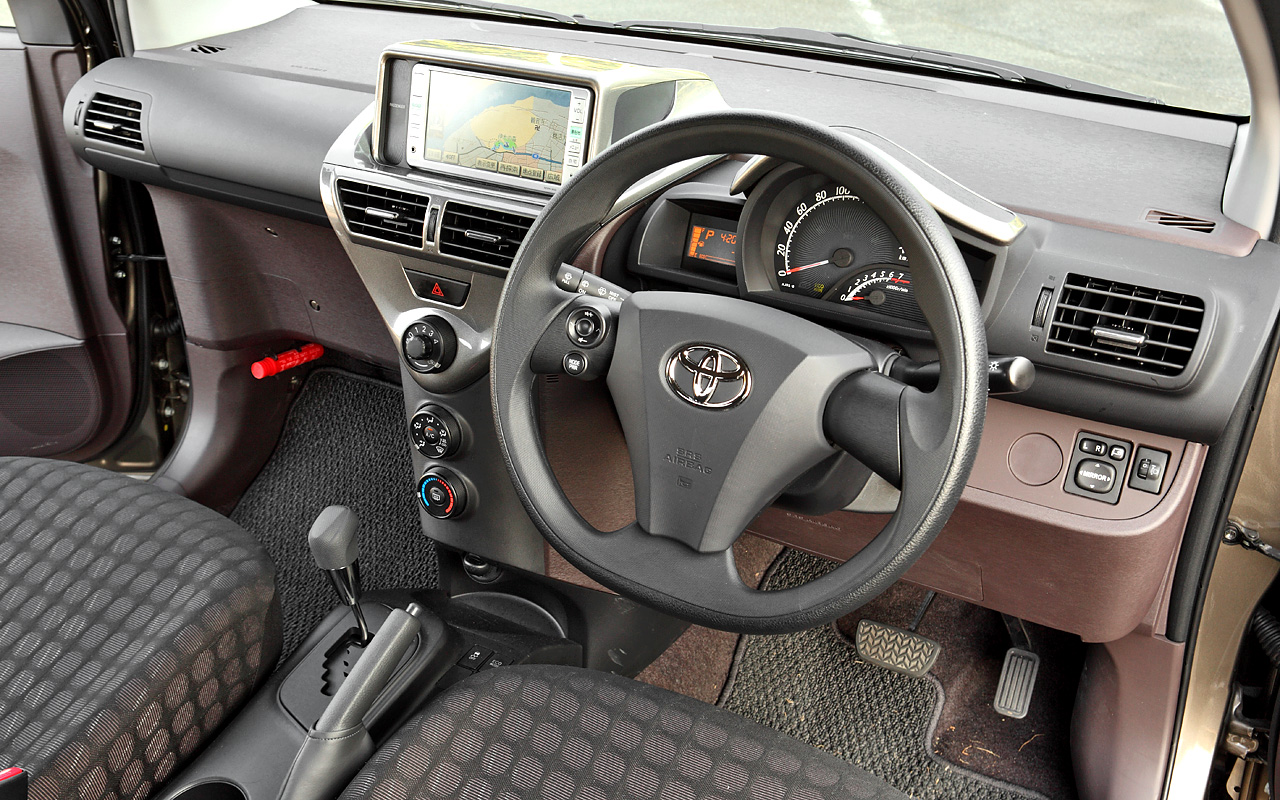
Interior

全部的iQ都只在高冈工厂（爱知县）生产，同年11月20日在日本上市。月销量目标为2500辆。
内外设计以蜗纹螺旋线的数学美感为基础，线条和表面都体现了自然美。
欧版车型还提供1.4升共轨柴油涡轮增压发动机(1ND-TV)与6速手自一体变速箱，而日本版车型仅搭载与大发汽车株式会社共同开发的1升三缸1KR-FE搭配Super CVT-i。
欧版车还提供同类型发动机的五速手动变速器版本。
由于采用了新开发的电动助力转向系统，发动机舱的结构比Vitz（Yaris）更加紧凑。
在保持乘坐舒适性和保持性的前提下，座椅尽量做得很薄，副驾驶侧的仪表盘也从驾驶座前移，为乘客提供了充足的空间。
由于空间限制，大灯灯泡不能从后方插入，所以更换卤素大灯和放电大灯时都必须从侧面插入。 此项技术在雷克萨斯车型和ISIS上已经引入，但它们都能兼容放电大灯，而iQ是全球首款采用卤素大灯的车型。
音响系统是所有车型的标配，但它的仪表盘集成了一个仪表盘，可以通过方向盘上的遥控开关来操作。
如果选择无音频版本作为原厂安装的选装件，则仪表板仪表盘会被替换成与经销商选装的导航系统兼容的仪表板。
在日本上市后，根据装备的不同，将有100X、100G和100G "真皮包 "三个档次，但所有车型都将配备9个安全气囊、ABS和刹车辅助、S-VSC等堪比豪华车的安全配置。
欧洲版车型的前挡板上装有丰田的CI标志，而日本版车型则是在网约车经销商处独家销售，因此车标上有 "网约车 "的首字母 "N "作为图案。

### 车身
| 底盘代号 | KGJ10-BGXRG | KGJ10-BGXNG | NGJ10-BGXNG | NUJ10-BGFNW |
| -------- | ----------- | ----------- | ----------- | ----------- |
| 车身     | 2-seat      | 4-seat      | 4-seat      | 4-seat      |
| 引擎     | 1KR-FE      | 1KR-FE      | 1NR-FE      | 1ND-TV      |
| 年份     | 2009–2015   | 2008–2015   | 2008–2015   | 2008–2015   |

两座版只在日本销售。

### 车身配色
| 预览 | 名字                  |
| ---- | --------------------- |
|      | 珍珠白                |
|      | 蒂罗尔银 Tyrol Silver |
|      | Decuma Grey 灰        |
|      | 日蚀黑 Eclipse Black  |
|      | 辣椒红 Chilli Red     |
|      | 岩浆红 Hot Lava       |
|      | 水晶紫 Deep Amethyst  |

### 引擎
| 型号         | 类别                                | 功率@rpm                       | 扭矩@rpm                             | CO2排放 (g/km)                            |
| 汽油         | 汽油                                | 汽油                           | 汽油                                 | 汽油                                      |
| ------------ | ----------------------------------- | ------------------------------ | ------------------------------------ | ----------------------------------------- |
| 1.0          | 998 cc（60.9 cu in） I3 (1KR-FE)    | 68 PS（50 kW；67 hp） at 6,000 | 98 N·m（72 lbf·ft） at 4,800         | 99 manual, 110 CVT                        |
| 1.0 (日本版) | 996 cc（60.8 cu in） I3 (1KR-FE)    | 68 PS（50 kW；67 hp） at 6,000 | 98 N·m（72 lbf·ft） at 4,800         | CVT: 101 in 10・15 mode, 112 in JC08 mode |
| 1.33         | 1,329 cc（81.1 cu in） I4 (1NR-FE)  | 98 PS（72 kW；97 hp） at 6,000 | 123 N·m（91 lbf·ft） at 4,400        | 113 manual, 120 CVT                       |
| 1.3 (日本版) | 1,329 cc（81.1 cu in） I4 (1NR-FE)  | 94 PS（69 kW；93 hp） at 6,000 | 118 N·m（87 lbf·ft） at 4,400        | CVT: 101 in 10・15 mode, 112 in JC08 mode |
| 柴油         |                                     |                                |                                      |                                           |
| 1.4D         | 1,364 cc（83.2 cu in） I4 (1ND-FTV) | 90 PS（66 kW；89 hp） at 3,400 | 190 N·m（140 lbf·ft） at 1,800–3,200 | 104 manual                                |

1.0L发动机与丰田Aygo的发动机类似。
iQ的欧洲油耗测试结果是65.69 mi/imp gal（4.3 L/100 km；55 mi/US gal）

英国只有汽油版售贩。
日本早期车型只包括1.0L直三发动机。
2009年开始增加了1.33L发动机。
美国版本该车能够装配1.6L四缸发动机。
搭载1.33L发动机的车型包含了启停系统，不过，只有手动变速箱版本才有。

### 变速系统
| 型号 | 类别                       |
| ---- | -------------------------- |
| 1.0  | 5速手排, CVT (Super CVT‐i) |
| 1.33 | 6速手排, CVT (Super CVT‐i) |
| 1.4D | 6速手排                    |

日本车型只有CVT变速箱版本。

### 技术细节
|                                                   | 1.0 VVT-i                      | 1.33 Dual-VVT-i                | 1.4 D-4D                             |
| ------------------------------------------------- | ------------------------------ | ------------------------------ | ------------------------------------ |
| Production                                        | Nov 2008 – Dec 2015            | May 2009 – Dec 2015            | Nov 2008 – Apr 2012                  |
| Standard trim level                               | iQ                             | iQ3                            | iQ                                   |
| Engine                                            | Petrol                         | Petrol                         | Diesel                               |
| Engine Type                                       | 1KR-FE                         | 1NR-FE                         | 1ND-TV                               |
| Displacement                                      | 998 cm³                        | 1329 cm³                       | 1364 cm³                             |
| max. Power at rpm                                 | 50 kW（67 hp；68 PS） at 6,000 | 72 kW（97 hp；98 PS） at 6,000 | 66 kW（89 hp；90 PS） at 3,400       |
| max. Torque at rpm                                | 98 N·m（72 lbf·ft） at 4,800   | 123 N·m（91 lbf·ft） at 4,400  | 190 N·m（140 lbf·ft） at 1,800–3,200 |
| Gearbox, standard                                 | 5-speed manual                 | 6-speed manual                 | 6-speed manual                       |
| Gearbox, optional                                 | CVT transmission               | CVT transmission               |                                      |
| Wheels / tires                                    | 175 / 65 / R15 J5              | 175 / 60 / R16 J5              | 175 / 65 / R15 J5                    |
| Acceleration, 0 – 100 km/h in s                   | 14.7 [15.5]                    | 11.8 [11.6]                    | 10.7                                 |
| Maximum speed, km/h (mph)                         | 180（112）                     | 209（130） 171（106）          | 209（130） 171（106）                |
| Fuel consumption urban, l / 100 km                | 4.9 [5.7]                      | 5.9 [6.3]                      | 4.8                                  |
| Fuel consumption extra-urban, l / 100 km          | 3.9 [4.1]                      | 4.2 [4.4]                      | 3.5                                  |
| Fuel consumption combined, l / 100 km             | 4.3 [4.7]                      | 4.8 [5.1]                      | 4.0                                  |
| CO2 emission (g/km)                               | 99 [110]                       | 113 [120]                      | 104                                  |
| Curb weight (kg)                                  | 845 – 885 [860 – 895]          | 930–955                        | 935–975                              |
| Gross weight (kg)                                 | 1200–1210                      | 1270                           | 1280–1285                            |
| Noise (drive-by) (EU directive 70/157/EEC), db(A) | 67.3 [70.2]                    | 69.5 [68.6]                    | 68.7                                 |

| Euro NCAP 测试成绩        | Euro NCAP 测试成绩 | Euro NCAP 测试成绩 |
| ------------------------- | ------------------ | ------------------ |
| Toyota iQ 1.0, LHD (2009) |                    |                    |
| 测试                      | 得分               | %                  |
| 总分:                     | 5 /5颗星           | 5 /5颗星           |
| 成年乘员:                 | 33                 | 91%                |
| 小孩乘员:                 | 35                 | 71%                |
| 行人:                     | 19                 | 54%                |
| 安全辅助:                 | 6                  | 86%                |

### 安全性
iQ装备有9个安全气囊,
双正面安全气囊、前排座椅安装的侧面躯干安全气囊、侧面窗帘安全气囊、前排乘客座椅坐垫安全气囊、驾驶员膝部安全气囊和新开发的后窗帘安全气囊，可保护后座乘客的头部不受后部碰撞的伤害。全系标配车辆稳定控制、牵引力控制、防抱死刹车、刹车辅助和电子制动力分配。
2013年，英国车辆和运营商服务中心将丰田iQ评选为最有可能通过首次交通部道路性能测试（MOT）的汽车之首。

### 英国销售版本
英国销售的版本分为1,2,3三个等级。
入门级iQ-1采用1.0升发动机，搭配五速手动变速箱，价格为1.11万英镑。
更高的iQ2车型价格为1.21万英镑，发动机和变速箱相同，增加无钥匙进入。
iQ3采用1.33升发动机，搭配六速手动变速箱，价格为1.31万英镑。
所有车型均可选装Multidrive选装包改换为CVT自动变速箱，售价增加1000英镑。
其他选装包有导航、真皮座椅等。

## 概念车

### FT-EV 概念车

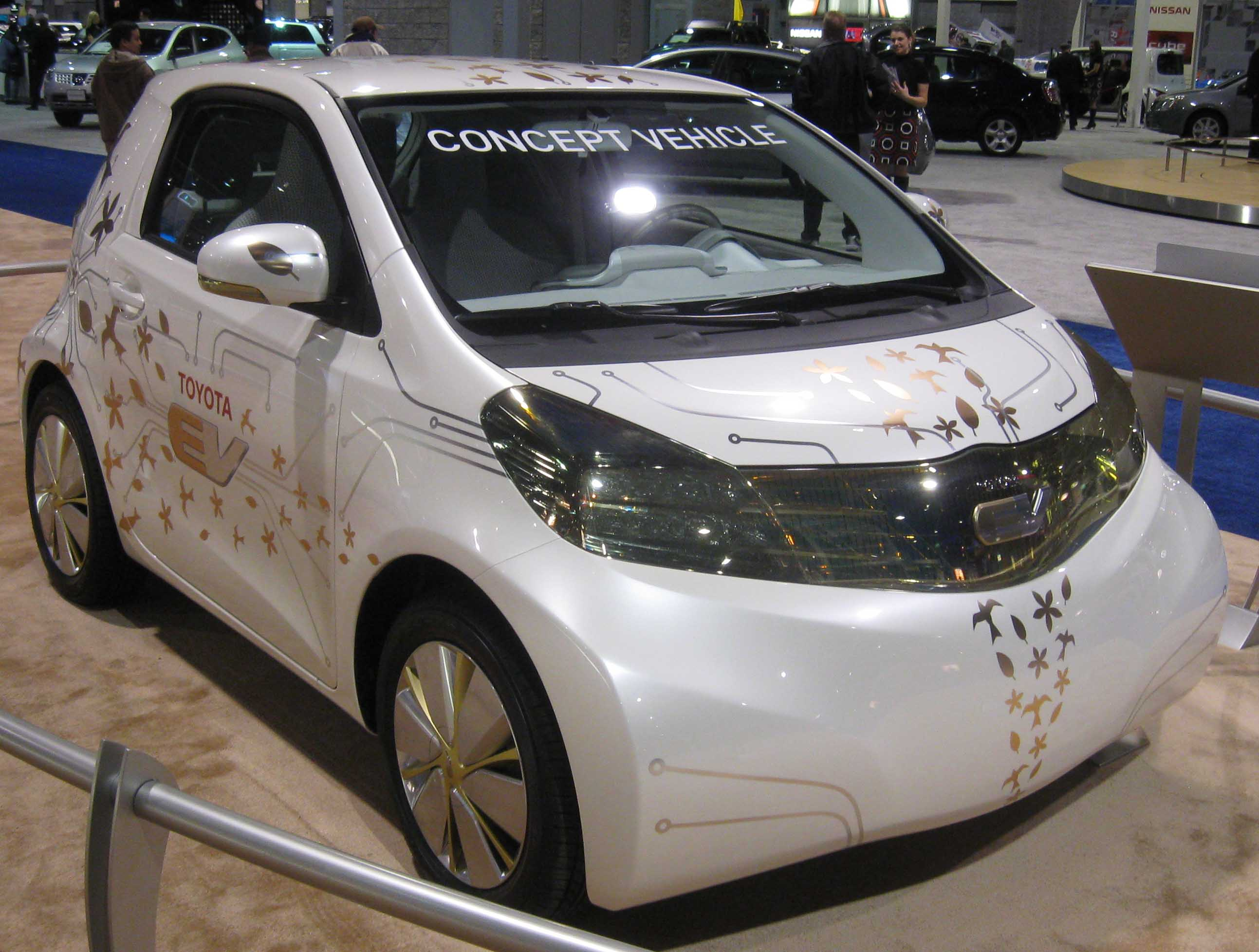
Toyota FT-EV concept

丰田FT-EV概念车在2009年1月北美国际车展上亮相。
它是一款电池电动车。
概念车续航里程为50英里。
丰田计划在2012年推出FT-EV的量产版。
在2009年10月的东京车展上，一款略作修改的版本作为FT-EV II展出。

### iQ 定制车身版 (2009–)
这是日本市场上丰田iQ定制车身套件。
MODELLISTA MAXI包括定制的前保险杠、侧裙、后保险杠。MODELLISTA MIXTURE包括定制的B柱阴影、后视镜盖、后窗板、侧门装饰。MODELLISTA MIXTURE侧使套装仅包括定制的后视镜盖和侧门饰条。

### 丰田iQ "GAZOO Racing tuned by MN" (130G, 2009–)
这是日本市场的限量版本（100台）。它包括一个1329cc的I4发动机，6速手动变速箱，更硬的运动型悬架，使其行驶高度降低了30 mm（1.2英寸），后盘式制动器，RAYS16x5.5英寸铝制轮毂，配备175/60R16轮胎，增强型刹车、加强型支架、转速表、铝制踏板、后扰流板、GRMN标志和运动型排气系统。

GAZOO赛车包增加了前保险杠扰流板、侧挡泥板、后保险杠扰流板中央消声器、丰田前雾灯、原厂贴纸、前运动座套。
该车在2009年1月东京汽车沙龙上亮相。
GAZOO赛车是通过丰田的网约车经销商渠道销售的。售价为¥1,972,000 (¥1,878,095+税).

### iQ运动/iQ收藏版 (2009)
这些展示车为客户展示了个性化的可能性。
iQ for Sports通过特制的车身套件体现了现代都市时尚，强调了iQ宽阔的姿态、有力的几何形状和简洁的线条。
iQ系列专注于内饰定制。
这些车辆在2009法兰克福车展上亮相。

### Scion iQ

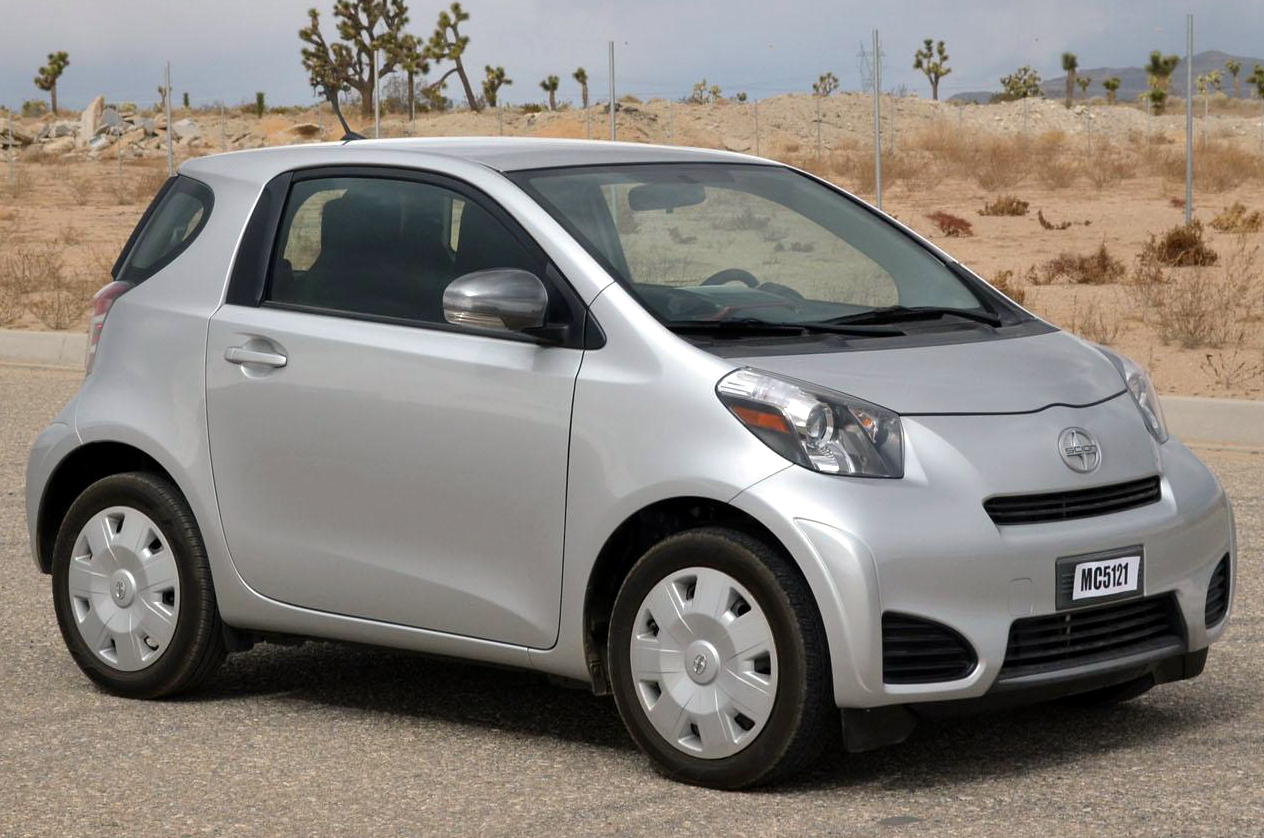
Scion iQ (US)

Scion iQ概念车汽车由五轴公司（Five Axis，美国加利福尼亚州）基于丰田iQ打造，并于2009年4月在纽约车展上展出。基于量产版丰田iQ，概念车配备了94 hp（70 kW）和89 lb·ft（121 N·m）。1.3升, 1,329 cc（81 cu in） DOHC Inline-4发动机，18英寸轮毂和加宽的轮拱，配备11个安全气囊。
量产版Scion iQ在2010年纽约车展上首次亮相，上市车型为2012年至2015年。
丰田在2011年售出15,695辆Scion iQ-248，2012年售出8,879辆，2013年售出4,046辆，2014年售出2,040辆，2015年售出482辆。

### GRMN iQ Racing概念车 (2011)
GRMN iQ Racing概念车以2009年销售的丰田iQ "GAZOO Racing tuned by MN "汽车为基础，但配备了增压器和防滚架。
该车在2011年的东京汽车沙龙上亮相。

### GRMN iQ 机械增压版(2012)
它是丰田iQ在日本市场的限量（100台）版本，以丰田iQ 130G MT为基础。它包括GRMN iQ赛车概念车中的增压器。
该原型车在2012年东京汽车沙龙上亮相。

## Scion iQ EV

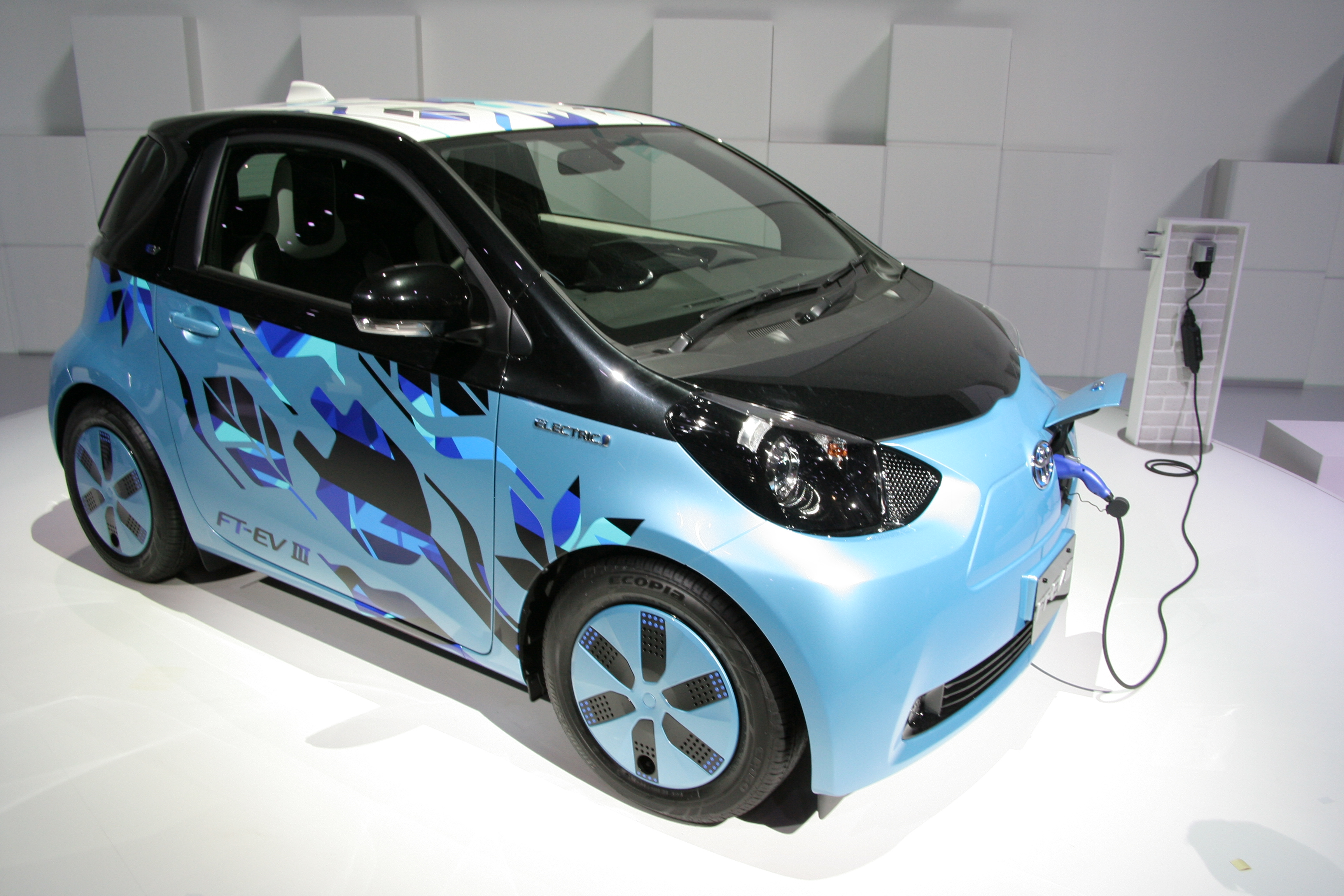
The Toyota eQ/Scion iQ EV is based on Toyota's three generations of FT-EV concept. Shown the Toyota FT-EV III concept car at the 2011 Tokyo Motor Show.

丰田eQ的原型车（美国的Scion iQ EV）在2011日内瓦车展上展出。Scion iQ EV是FT-EV II的继任者，是基于丰田iQ底盘的电动车。Toyota produced three generations of FT-EV concept cars, and the iQ EV is a production version of those concepts, incorporating the technological and design strengths of all three models. The exterior of the production version is based on the FT-EV III concept shown at the 2011 Tokyo Motor Show.
2012年宣布在美国推出限量生产的Scion iQ EV。
并根据丰田，最初推出的iQ电动车不会提供给个人消费者，而汽车制造商决定专注于车队客户和汽车共享计划。

iQ电动车计划于2012年8月开始在丰田位于丰田市的高冈工厂生产，初期计划限量生产600辆，其中400辆留在日本，100辆运往美国，另外100辆运往欧洲。

2012年9月，丰田宣布，由于客户对续航里程和充电时间的担忧，Scion iQ(丰田eQ在日本)的产量将被限制在100辆，仅在日本和美国的特殊车队使用，其中，90辆将放在美国汽车共享示范项目中。

iQ EV在日本市场的售价将为360万日元。(约45,000美元)。iQ EV/eQ计划于2012年12月在两国发布。
首批30辆于2013年3月在美国交付给加州大学欧文分校，用于其零排放车辆-网络支持运输（ZEV-NET）汽车共享车队。自2002年以来，ZEV-NET项目一直在为尔湾社区的交通需求提供全电动汽车，用于从尔湾火车站到加州大学校园和当地商业办公室的关键最后一英里通勤。

2013年9月，又有30个单位被分配给City Carshare，在加州普莱森顿的Hacienda Business Park运营Dash，这是一个为期三年的汽车共享试点项目。

### 规格

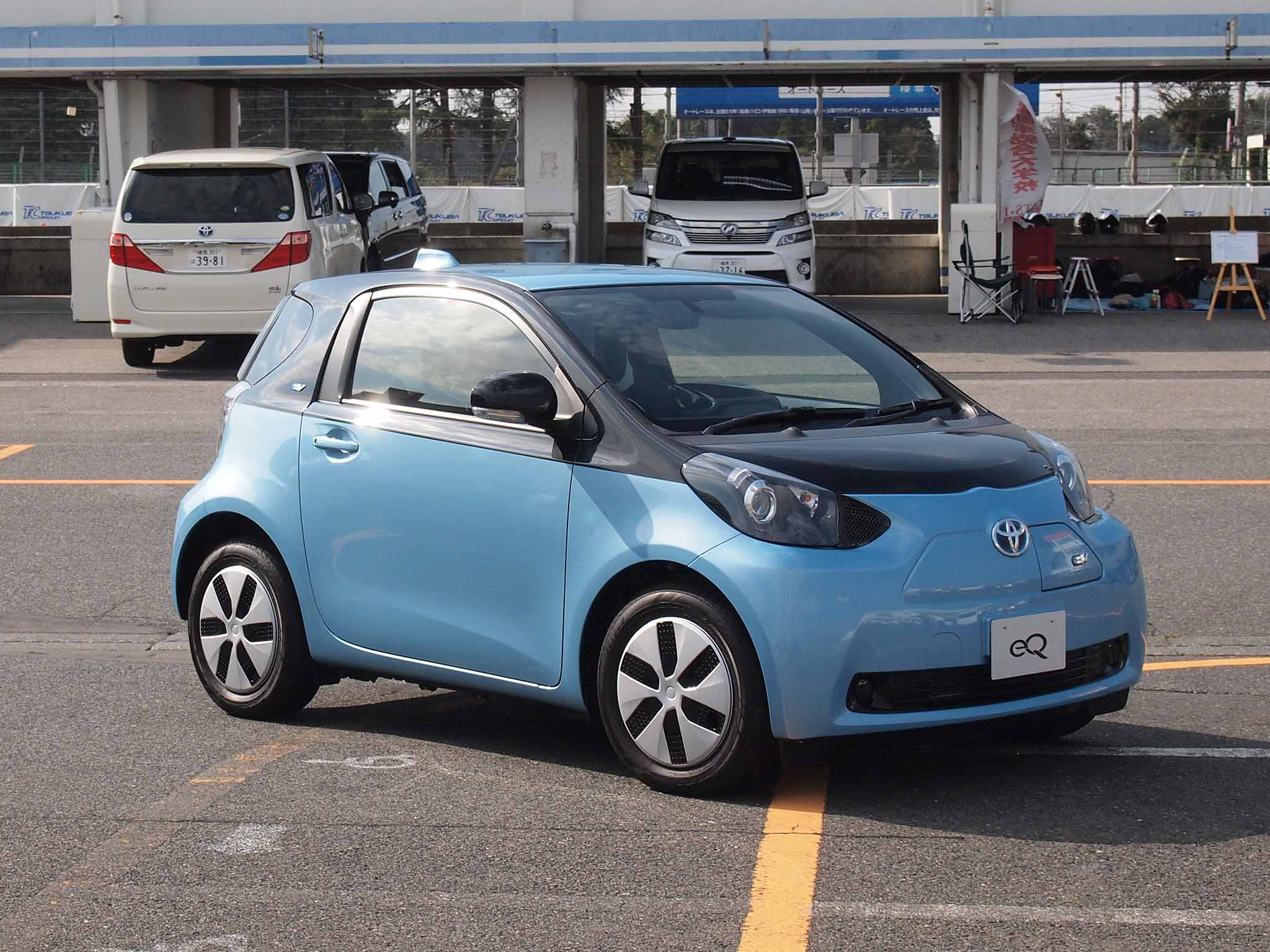
Toyota eQ electric city car

iQ EV设计为城市通勤用车，其电池容量较低，这也转化为更短的充电时间，大约3小时就可以将车辆完全充电完毕，而使用快速充电，只需15分钟就可以将电池充电至80%的容量。iQ EV拥有150个电池12kWh。277.5 V 锂离子电池组，可提供NEDC认证的续航里程85 km（53 mi）。and rated 80 km（50 mi） in the U.S.
基于丰田混合动力协同驱动技术的进一步发展，iQ EV的全电动动力系统由一个风冷式47 kW的电动机/发电机、12kWh电池组、一个3 kW的水冷式电池充电器、一个逆变器、一个DC/DC转换器和一个电机减速机构组成。最大扭矩163 N·m（120 lb·ft）传递到前轮，使iQ EV 0-100公里/小时(62英里/小时)加速14.0秒，最大速度125 km/h（78 mph）。与其他丰田全混动车型一样，iQ EV也配备了再生制动系统。
iQ电动车的最小转弯半径仅为4.1米（13英尺），车长为3,120 mm（122.8英寸），使得iQ电动车135 mm（5.3英寸）比标准版iQ更长。电动车与iQ整体宽度为1,680 mm（66.1英寸），高度为1,505 mm（59.3英寸），轴距为2,000 mm（78.7英寸）。车身外壳结构中大量使用了高张力钢板，最大限度地减轻了锂离子电池组带来的额外重量，因此，iQ电动车的重量仅比标准的1.3L CVT iQ多出125（276磅）。

### 油耗
美国环境保护局]]对2013年iQ电动车的综合燃油经济性评价为121每加仑汽油当量英里（MPG-e）（1.9 L/100 km），能耗为28 kW-小时/100英里。城市等级为138 MPG-e（1.7 L/100 km），能耗为24 kW-小时/100英里，高速行驶时为105 MPG-e(2.2 L/100 km)，能耗为32 kW-小时/100英里。

截至2014年12月，这些评级使2013年iQ电动车成为历年所有燃料类型中考虑的第二大燃油效率EPA认证车辆，仅次于宝马i3。The iQ EV was ranked first in DOE-EPA's 2013 Annual Fuel Economy Guide.

## 阿斯顿-马丁小天鹅（Cygnet）

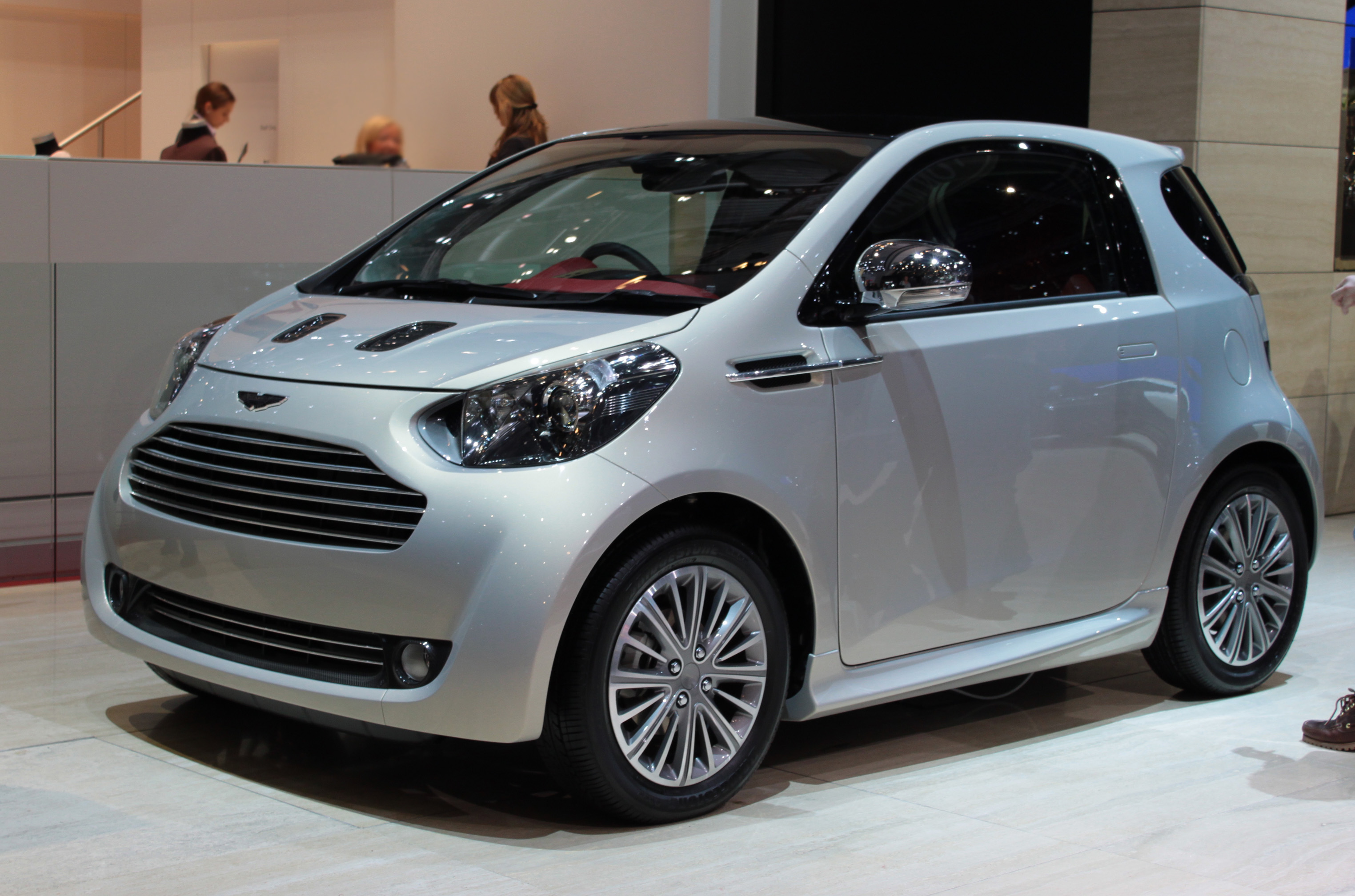
Aston Martin Cygnet

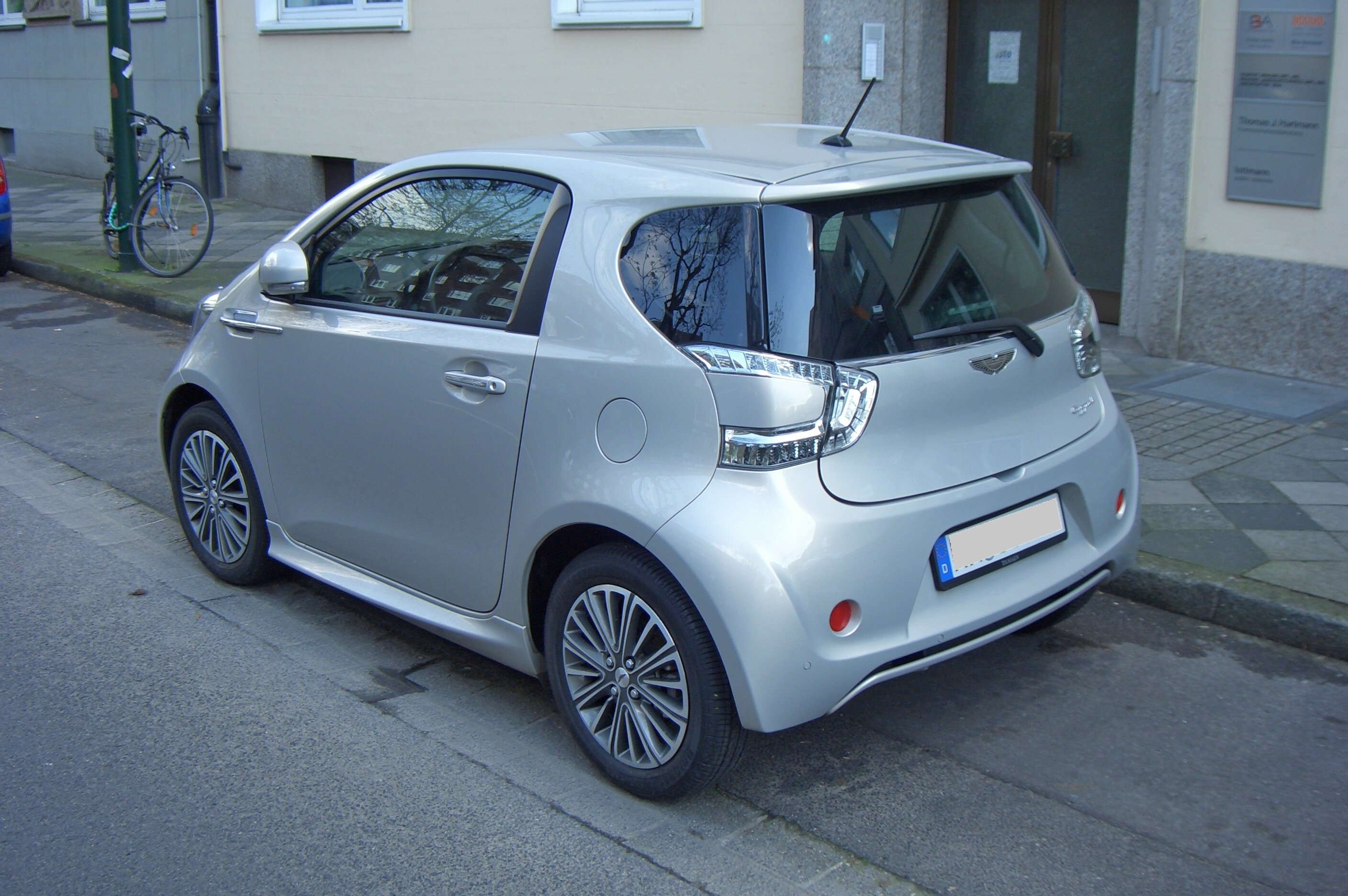
Aston Martin Cygnet

阿斯顿-马丁Cygnet是阿斯顿-马丁从2011年开始销售的丰田iQ的换标车，为的是使阿斯顿-马丁能够符合2012年欧盟规定的车队平均排放法规。

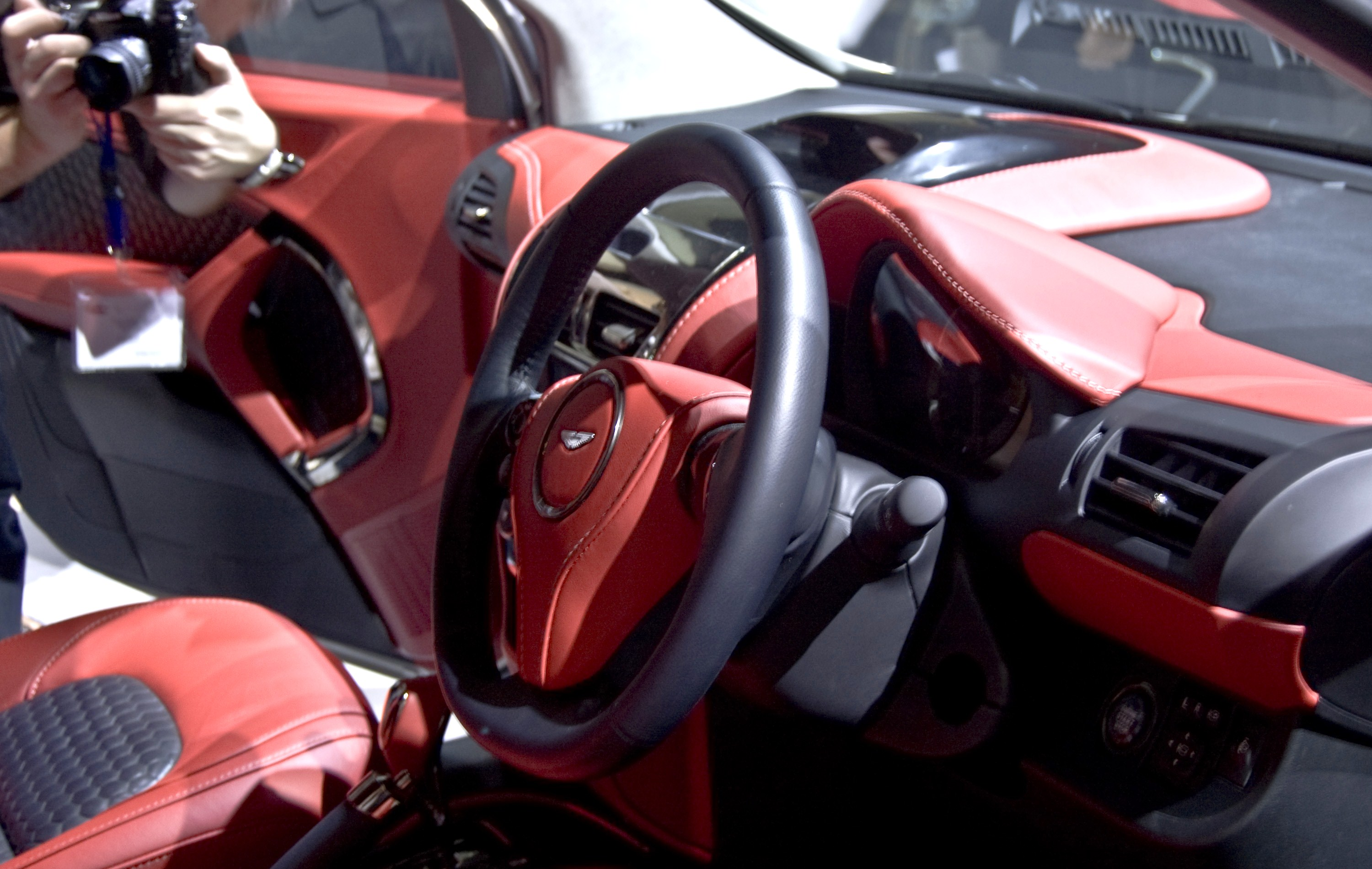
Aston Martin Cygnet interior

Cygnet最初只在英国销售。2011年1月开始销售，次年市场覆盖面扩大到其他欧洲国家。销售不受限制，但优先卖给阿斯顿-马丁现有车主。
阿斯顿-马丁首席执行官乌尔里希-贝兹宣布，预计每年出货量约为4000辆，价格约为3万英镑。大约是iQ的三倍.贝兹称，Cygnet展示了公司 "对创新和诚信的承诺"，同时尊重 "满足排放和空间的需求"。
Cygnet在外观和内饰上进行了修改，但在其他规格上与iQ相同，拥有97 bhp（72 kW；98 PS）。1.3L直列四缸发动机。it produced 110 g of CO
2/km and fuel consumption of 58.9 mi/US gal（3.99 L/100 km；70.7 mi/imp gal）.
2013年9月，在生产了两年多之后，阿斯顿-马丁宣布将停止生产他们的Cygnet城市车。Cygnet是阿斯顿-马丁历史上第二短的量产车，仅次于2012年阿斯顿-马丁Virage，后者只生产了一年。由于销量惨淡，Cygnet被取消，该车在英国仅达到150辆（总销量约300辆)而不是4000辆的年度目标。
2018年6月，阿斯顿-马丁宣布推出一次性4.7升321 kW（430 bhp）。V8版的客户。它使用了阿斯顿-马丁Vantage S上的发动机、变速箱、悬挂、刹车和轮毂。新的副车架和轮拱是为了将车身和机械结合起来。

## 奇点iC3

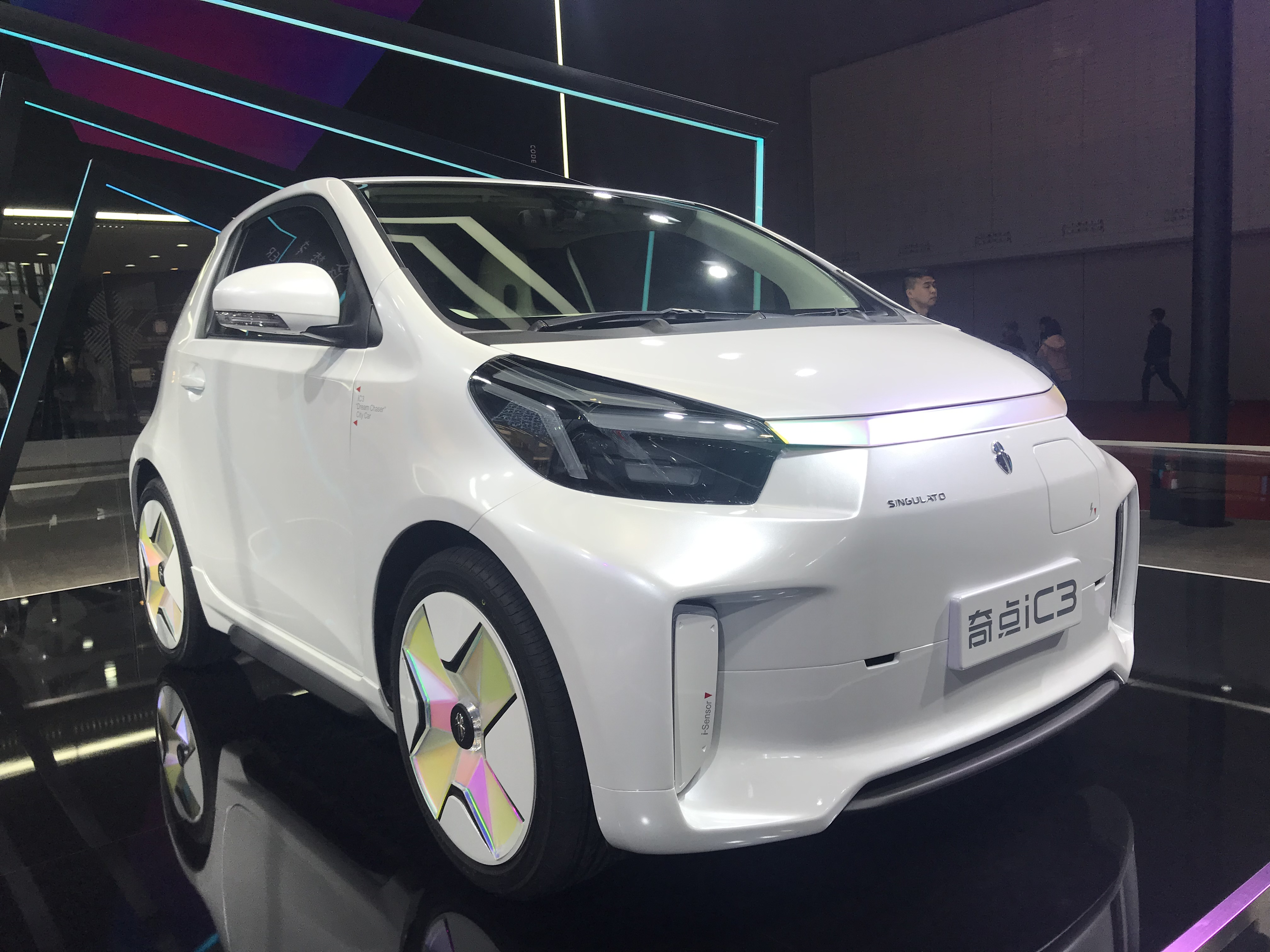
Singulato iC3

在2019年上海车展上，中国电动汽车品牌奇点汽车展示了其第二款量产车iC3。iC3是通过与丰田谈判，以使用iQ的平台和基本设计。作为回报，丰田可以使用奇点在中国生产的绿色汽车积分。iC3在设计上与iQ的不同之处在于前脸和后脸。